# 方济堂
方济堂 (英語：Franciscan Procuration (?)) 是天主教方济各会曾经在中国所设立的办事处（俗称帐房），神父以意大利籍居多。方济各会曾经在中国山东、山西、陕西、湖北、湖南5省传教，建立了28个教区。为支持传教事业，在天津、上海、汉口三大通商口岸城市和英属香港设立办事处，经营房地产业。
天津方济堂是北方山东、山西等省方济各会所设立，其房地产收入支持上述省份许多教区，太原和济南总修院，以及北京语言学校和思高圣经学会的经费。天津方济堂设在天津意租界大马路（今建国道）。
上海方济堂成立于1923年，服务于山东省方济各会，设在上海法租界吕班路（今重庆南路141号），与首善堂毗邻，距离震旦大学及圣伯多禄堂不远。1943年，日军曾在上海方济堂内关押40多位外国传教士。1957年11月，上海方济堂被中国政府没收，账房总务魏克年神父于次年被驱逐离境。
香港方济会帐房设于九龍窩打老道133號方濟會院。
另外，北京曾經有的方濟堂 (拉丁語：Domus Franciscana，對應英語的 Franciscan House (?))，位於李廣橋十八號（今「柳蔭街」），曾辦語言學校 (?)；而真福雷永明神父1945年在北京創立的思高聖經學會，在1948年遷往香港前，亦曾兩度遷入北京方濟堂。

## 外部連結
- Chinese envelope to Ireland with elusive Irish censorship markings（页面存档备份，存于）：由方濟會士 V. P. Antonius Kuo O.F.M. 從「北京李廣橋十八號方濟堂」 (英語：Domus Franciscana, Li-Kwang-Kiao 18, Peking, China) 寄送至愛爾蘭的珍藏信封照片。